# Râul Temeșiț
Râul Temeșiț este un curs de apă afluent al râului Bega

## Hărți
- Harta județului Timiș